# Primitive and Deadly
Primitive and Deadly è l'ottavo album in studio del gruppo musicale Earth, pubblicato nel 2014 dalla Southern Lord Records.

## Tracce
1. "Torn By The Fox of the Crescent Moon" – 8:54
2. "There Is a Serpent Coming" (Carlson, Mark Lanegan) – 8:06
3. "From the Zodiacal Light" (Carlson, Qazi) – 11:29
4. "Even Hell Has Its Heroes" – 9:43
5. "Rooks Across the Gate" – 9:03
6. "Badgers Bane" (bonus track nella versione in vinile) – 12:27

## Formazione
- Dylan Carlson – chitarra
- Adrienne Davies – batteria, percussioni
- Bill Herzog – basso